# Licungo
Der Licungo ist ein Fluss im nördlichen Mosambik.

## Verlauf
Der Fluss hat seine Quellen im Norden der Provinz Zambezia. Er verläuft in südliche Richtung und hat eine Länge von 336 km. Sein wichtigster Nebenfluss ist der von rechts mündende Lugela. Weitere sind der Nhamacurra und der Luo ebenfalls von rechts, und der Moon von links. Das Einzugsgebiet wird je nach Quelle mit Werten zwischen 30.000 und 22.700 km² angegeben. Der Licungo mündet 50 km nordöstlich von Quelimane in die Straße von Mosambik. Seine Mündung ist dabei nicht eindeutig, da er sich einige Kilometer vor der Mündung in mehrere Arme aufteilt und über ein Netz von Ästuarien und Lagunen entwässert.

## Hydrometrie
Die Abflussmenge des Licungo wurde an der Station Q91, bei etwa 2/3 des Einzugsgebietes, über die Jahre 1960 bis 1969 in m³/s gemessen (Werte aus Diagramm abgelesen).

## Hochwasser
Im Einzugsgebiet des Licungo kann es auf Grund von Zyklonen zu extremen Niederschlägen kommen. So auch um den 12. Januar 2015, als die beiden Zyklone Chedza und Bansi in dieser Gegend auf Land trafen. Der geschätzte Abfluss in Mocuba lag bei 19.000 m³/s und führte im flachen Unterlauf zu verheerenden Überflutungen.